# Franz von Pillement
Franz Pillement, seit 1815 Ritter von Pillement (* 7. Mai 1775 in Bitsch; † 10. März 1836 in München) war ein bayerischer Offizier, zuletzt Generalmajor.

## Leben

### Familie
Er war der Sohn des französischen Hauptmanns im Regiment Bouillon und Ritters des französischen Ludwigordens Ludwig Pillement und dessen Frau Marie Anna, geborene Helffinger.
Sein Sohn Johann schlug später ebenfalls eine Militärkarriere in der Bayerischen Armee ein und brachte es bis zum Generalmajor.

### Militärkarriere
Pillement trat am 28. August 1790 in das herzoglich pfalz-zweibrücker Garde-Regiment zu Fuß ein und wurde bereits am 15. September 1790 zum Leutnant und am 29. Dezember 1793 zum Oberleutnant befördert. Im gleichen Jahr nahm er an der Belagerung von Mannheim teil. 1799 kämpfte er in der Schweiz unter General Bartels in der Schlacht bei Zürich (25. und 26. September 1799) und dem Gefecht bei dem Kloster Paradies (17. Oktober 1799). Während des Zweiten Koalitionskrieges gegen Frankreich 1800, zu Beginn noch als Oberleutnant – ab 28. Mai 1800 als Stabskapitän im kombinierten Bataillon Siebein, nahm Pillement an den Schlachten und Gefechten von Meßkirch (5. Mai 1800), Biberach (8. Mai 1800), Memmingen (10. Mai 1800), Illertissen (5. Juni 1800), Neuburg (27. Juni 1800), Hohenlinden (3. Dezember 1800) und Salzburg (14. Dezember 1800) teil.
1805 im Feldzug gegen Österreich gehörte er als Hauptmann zum neuaufgestellten 9. Linieninfanterie-Regiment. 1806 erhielt er eine Kompanie im 14. Linieninfanterie-Regiment und wurde in diesem am 2. Mai 1807 zum Major befördert. Mit der Einheit nahm er 1806/07 am Feldzug gegen Preußen und Russland teil. 1809 während des Fünften Koalitionskrieges gegen Österreich und Tirol konnte Pillement an der Spitze der 3. Kompanie den Kaiserturm und Pass am rechten Innufer zwischen Nußdorf und Kufstein einnehmen. Ein Armeebefehl vom 1. Juni 1809 lobte das Verhalten Pillements in dem Gefecht ausdrücklich.
Zu Beginn des Russlandfeldzuges 1812 gehörte er mit seinem Regiment zunächst zum X. französischen Armeekorps des Marschalls MacDonald. Am 15. September 1812 zum Oberstleutnant befördert, wurde er sofort zum 1. Linieninfanterie-Regiment versetzt. Schon kurze Zeit später, am 10. August 1813, erhielt er seine Beförderung zum Oberst im 11. Infanterie-Regiment, mit dem er 1813 und 1814 am Feldzug gegen Frankreich teilnahm und wiederholt Gelegenheit fand sich auszuzeichnen. Am 17. Februar 1814 gelang ihm zunächst das Dorf Villeneuve-le-Comte gegen feindliche Übermacht verteidigen. Nach dem Befehl das Dorf zu räumen konnte Pillement das Nachrücken der französischen Truppen verhindern und den Feind zum Halten zwingen. Durch seine Besonnenheit und sein tapferes Verhalten, das Generalleutnant Delamotte, Generalmajor Habermann und Feldmarschalleutnant Hardegg in Zeugnissen bestätigten, hat er viel dazu beigetragen, dass sich die Brigade Habermann und die österreichischen Truppen geordnet zurückziehen konnten, wodurch auch der Rückzug des Hauptkorps sehr erleichtert wurde.
Schon der Armeebefehl vom 7. März 1814 hatte Pillement wegen seines Verhaltens am 17. Februar belobt. Das am 17. Januar 1815 zu München abgehaltene Kapitel des Militär-Max-Joseph-Ordens unter Vorsitz von Oberstleutnant Aicher stimmte einstimmig dem Eintritt Pillements als Ritter in den Orden für seine Tat bei Villeneuve-le-Comte zu, der mit Armeebefehl vom 24. Juni 1815 offiziell erfolgte. Mit der Aufnahme in den Orden war eine Erhebung in den persönlichen Adelstand und er durfte sich nach der Eintragung in die Adelsmatrikel Ritter von Pillement nennen.
In der Schlacht von Arcis-sur-Aube am 20. und 21. März 1814 zeichnete sich Pillement mit seinem Regiment erneut aus, dass ein Zeugnis, ausgestellt am 1. Oktober 1814 von seinem Vorgesetzten Generalleutnant Delamotte, bestätigt. Er konnte während der Kämpfe das Dorf Torcy-le-Grand bei Arcis-sur-Aube behaupten. Mit Armeebefehl vom 31. März 1814 wurde Pillement auch der russische St.-Anna-Orden verliehen.
Am 11. Februar 1824 erfolgte die Ernennung Pillements zum Generalmajor und Kommandanten der 2. Infanterie-Brigade der 1. Armee-Division. Am 20. November 1829 erhielt er das Ehrenkreuz des Ludwigs-Ordens.
Franz von Pillement starb am 10. März 1836 im Alter von 60 Jahren in München.